# AEC Routemaster

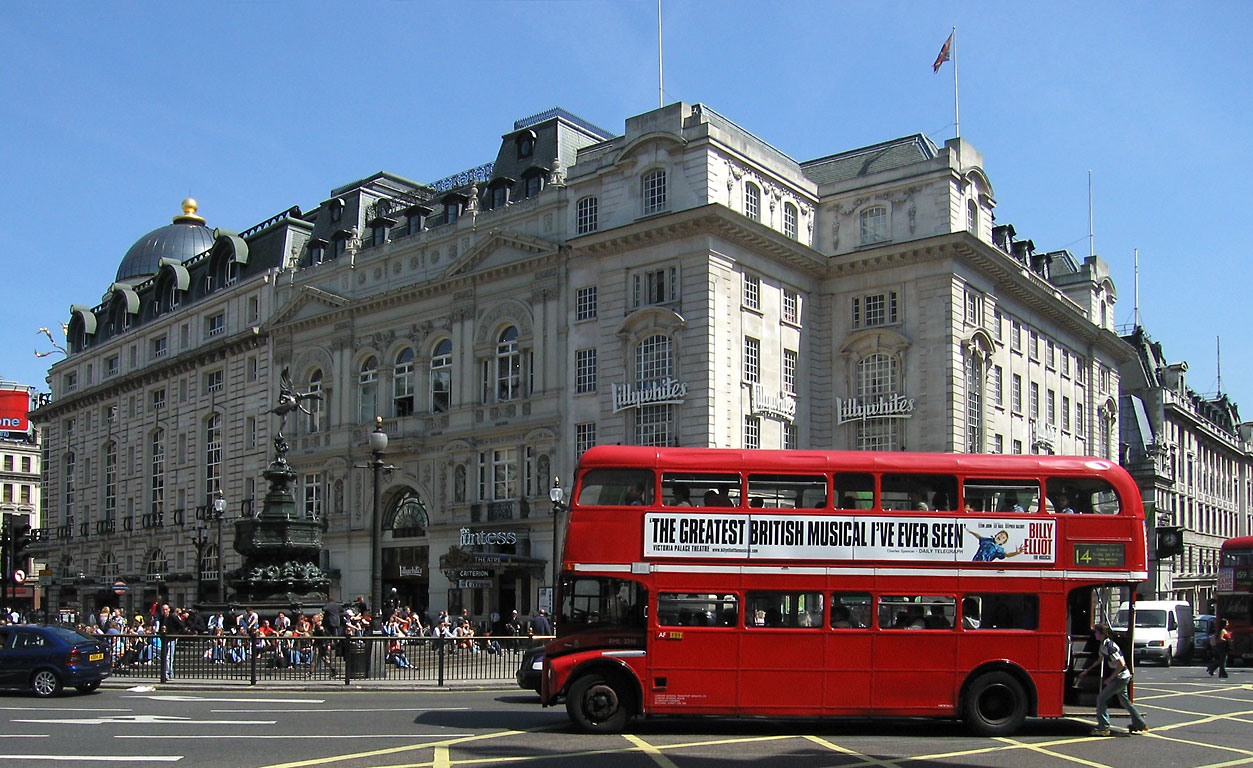
Routemaster przejeżdżający przez Piccadilly Circus

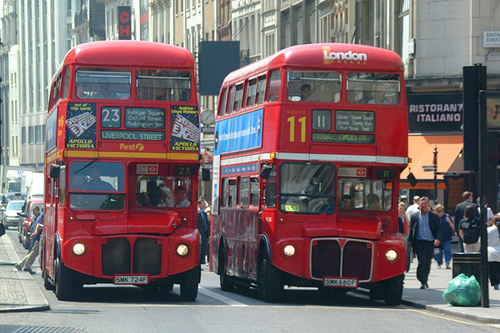
Dwa autobusy Routemaster w Londynie

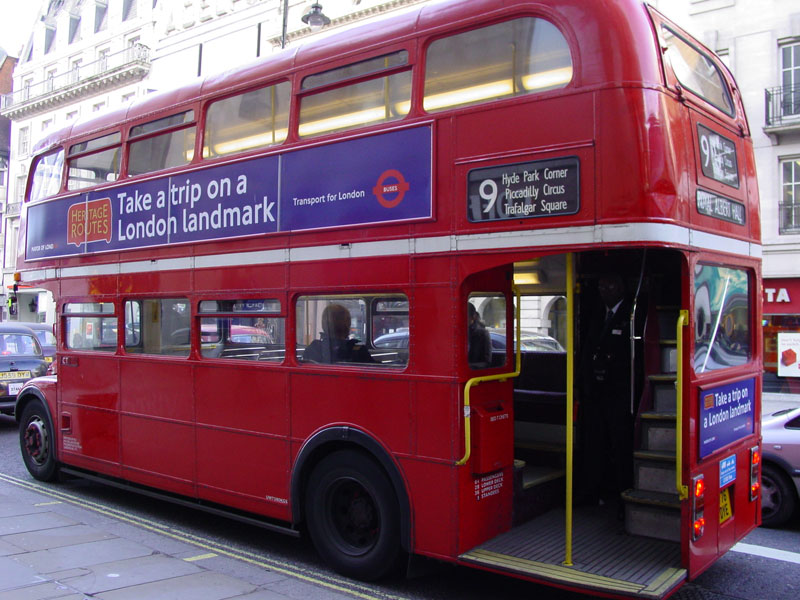
Rampa autobusu

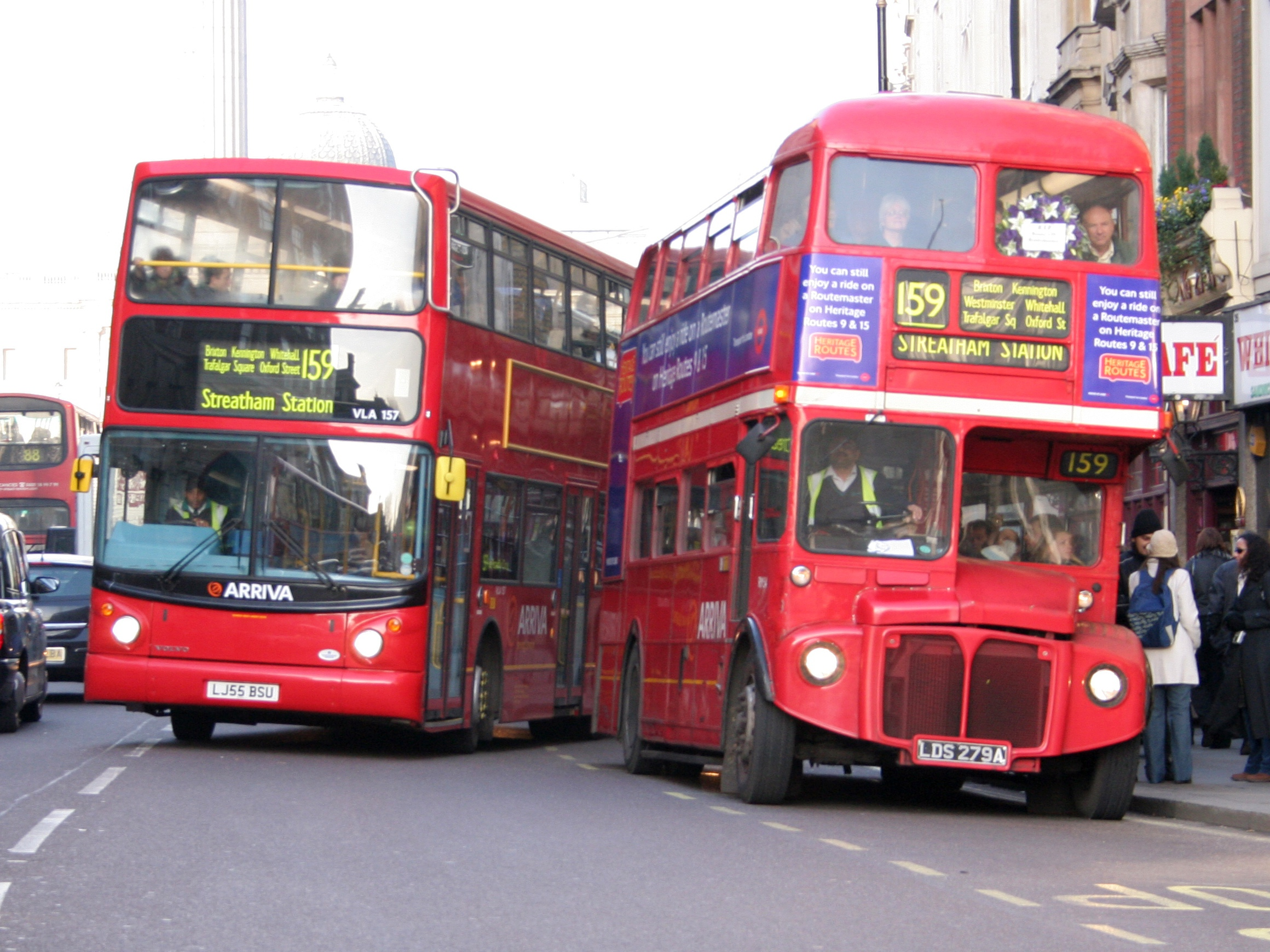
Routemaster z 1963 oraz jego następca Alexander ALX400

AEC Routemaster – autobus piętrowy produkowany przez AEC w latach 1954-1968. Łącznie wyprodukowano 2876 pojazdów. Uważany za symbol i ikonę Londynu oraz Wielkiej Brytanii.

## Model
Wygląd i funkcjonalność autobusu przysporzyły mu popularność wśród londyńczyków i turystów. Głównymi jego zaletami jest tylne wejście w rodzaju rampy oraz obecność konduktora, wymuszona tym, że kabina kierowcy jest odizolowana od wnętrza.
Tylna rampa pozwala na wsiadanie i wysiadanie nie tylko na przystankach, ale również podczas postoju na światłach, czy też w czasie powolnej jazdy w ulicznym korku. Konduktor pobiera opłaty za przejazd w trakcie jazdy, co skraca czas postoju na przystankach.
Autobusy te miały też wady: niską wysokość pokładów, co utrudniało stanie na pokładzie dolnym oraz przechodzenie przez górny pokład (stanie na piętrze było zabronione). Mało miejsca było też na nogi pasażerów siedzących, a to oznaczało mniej wygodną podróż. Autobusy pozostają w rękach kolekcjonerów i wygaszanej linii autobusowej nr 15 w służbie komunikacji miejskiej Londynu. Stale wykorzystywane w ekspozycjach muzeów motoryzacji w Wielkiej Brytanii, a także w kolekcjach prywatnych. Nadal pojawiają się na drogach jako atrakcja imprez.
Autobusy występowały w wersjach RM i RML. RM oznacza Routemaster w wersji o długości do 8,20 m, natomiast RML jest wersją przedłużoną do 9,05 m. W późniejszym okresie eksploatacji stare silniki Leylanda były zastępowane silnikami Scania, Iveco, a obecnie są przerabiane w taki sposób aby spełniały normy spalania obowiązujące w Unii Europejskiej. Autobusy mimo swojego dość znacznego wieku już na etapie projektu miały skrzynie biegów półautomatyczną i automatyczną, a także wspomaganie układu kierowniczego. Dla porównania produkowane w Europie Wschodniej Skody RTO, czy też Jelcze tzw. „Ogórki” nie miały takich udogodnień, a manualne skrzynie nie posiadały synchronizacji, przez co trudno było niewprawionym kierowcom trafić ze zmianą biegów bez charakterystycznego zgrzytu. Poza kolekcjami w Wielkiej Brytanii takie pojazdy znajdują się w dużych metropoliach na świecie. Można je spotkać w Japonii, USA, Emiratach Arabskich, w Australii, Rosji i w Polsce. Największą kolekcję w Polsce ma firma, której nazwa odnosi się do tradycyjnego określenia tych autobusów w Anglii.

## Historia

### Projekt
Autobus został zaprojektowany w 1954 roku i zaprezentowany na targach w Londynie 8 lutego 1956 r. jako „nowy autobus dla Londyńczyków”. Pojazdy produkowano w Elstree (hrabstwo Hertfordshire) w zakładzie Aldenham Works.

### Początki eksploatacji
Pierwsze egzemplarze o długości 8,38 m były dłuższe niż pozwalały przepisy. Zaczęły obsługiwać trasy w 1959 roku. Wprowadzanie autobusów piętrowych miało na celu zastępowanie trolejbusów. Proces wymiany trwał do maja 1962. Ostatni model Routemastera (RML 2760) zaczął obsługiwać londyńskie trasy w marcu 1968 roku. Routemastery w wersji RML były dłuższe, mierzyły 9,1 m. Wyprodukowano ich 500 egzemplarzy. Zastąpiły one autobusy starszej generacji: AEC Regent III RT oraz konkurencyjne Leyland Titan RTL i RTW.

### Lata 70. XX wieku
W latach siedemdziesiątych na wielu trasach zaczęto wprowadzać obsługę autobusu tylko przez 1 osobę (OPO = one-person operation). Spowodowane to było chęcią obniżenia kosztów działalności. Jednak okazało się, że kupowanie biletu u kierowcy powodowało wydłużenie czasu wsiadania pasażerów i tym samym prowadziło do pogorszenia jakości usług (autobus tę samą trasę pokonywał w dłuższym czasie i zaczęły występować grupy kilku autobusów zamiast równych odstępów między nimi). Próbą rozwiązania tego problemu było wprowadzenie automatów do sprzedaży biletów w centrum Londynu.

### Modernizacje i wycofanie
Wycofywanie z użycia Routmastera rozpoczęto w 1982 roku, lecz prawie całkowicie zatrzymano w 1988. W 1992 zaproponowano program, celem którego było odnowienie i unowocześnienie 500 Routmasterów serii RML, tak aby mogły służyć przez kolejne 10 lat. Prace polegały na modernizacji wnętrza i wymianie silnika a zlecono je firmom Mainline, TBP i Leaside Buses. Remonty zakończyły się w 1994 roku, kiedy to również skończyła się prywatyzacja komunikacji autobusowej w Londynie. Od tej pory ostatnie 500 egzemplarzy jeździło pod marką 9 nowych firm, następców londyńskiego przedsiębiorstwa autobusowego.
Ken Livingstone, ówczesny burmistrz Londynu, pomimo wcześniejszych obietnic o zachowaniu Routmastera, ogłosił fazowe jego wycofywanie, by spełnić wymagania stawiane przez narodowy program do walki z dyskryminacją ludzi niepełnosprawnych (Disability Discrimination Act) – do 2017 r. mają zostać zniesione wszelkie bariery dla osób niepełnosprawnych.
Ostatnie linie na których kursowały Routemastery:
- 15: do 29 sierpnia 2003
- 11: do 31 października 2003
- 23: do 14 listopada 2003
- 94: do 23 stycznia 2004
- 6: do 26 marca 2004
- 98: do 26 marca 2004
- 8: do 4 czerwca 2004
- 7: do 2 lipca 2004
- 137: do 9 lipca 2004
- 9: do 3 września 2004
- 390: do 3 września 2004
- 73: do 3 września 2004, zastąpienie autobusami przegubowymi
- 12: do 5 listopada 2004, zastąpienie autobusami przegubowymi
- 36: do 28 stycznia 2005
- 19: do 1 kwietnia 2005
- 14: do 22 lipca 2005
- 22: do 22 lipca 2005
- 13: do 21 października 2005
- 38: do 28 października 2005, zastąpienie autobusami przegubowymi
- 159: do 9 grudnia 2005

Latem 2005 roku Routemastery kursowały na pięciu trasach o numerach: 14, 22, 159, 13 i 38.
Linia 159 była ostatnią, na której stale kursowały. W ostatnim dniu kursowania (9 grudnia 2005) RM2217 po raz ostatni wyjechał w swoją podróż zaczynając o godzinie 12:10 od Marble Arch jadąc następnie przez Oxford Street, Regent Street, Piccadilly Circus, Trafalgar Square, Whitehall, Westminster Bridge oraz minął Big Bena. Jadącemu autobusowi towarzyszyły tłumy Londyńczyków, które wiwatowały na cześć Routemastera. Podróż zakończyła się na Streatham Hill, a autobus udał się do zajezdni w Brixton z dziesięciominutowym opóźnieniem spowodowanym przez tłum żegnający Routemastera. Tego dnia na linię wyjechało wiele starszych wozów, co było wielką gratką dla fanów starych autobusów i zwykłych londyńczyków. Wśród nich znalazł się np. RM5 oraz złoty, jubileuszowy RM6.
Do 2014 roku Routemastery obsługiwały linie turystyczne:
- 9: Kensington High Street – Trafalgar Square
- 15: Tower Hill Station – Trafalgar Square

Od 2014 regularnie kursują tylko na linii nr 15.

## New Routemaster
Burmistrz Londynu Boris Johnson przedstawił projekt nowego autobusu piętrowego wzorowanego na oryginalnym modelu Routemaster. W 2012 roku "nowy Routemaster" zastąpił będące ikoną miasta pojazdy, które po ulicach brytyjskiej stolicy jeździły przez około 50 lat. Pierwsza jazda odbyła się 27 lutego 2012 na linii nr 38: Hackney Central – Victoria. Oprócz nowoczesnego wyglądu, nowy model jest również bardzo ekologiczny. Autobus zużywa o 40% mniej paliwa niż jego starsze wersje. Pojazd posiada trzy pary drzwi oraz tradycyjne tylne wejście podobne do rampy, umożliwiające pasażerom wsiadanie i wysiadanie nie tylko na przystankach, ale również np. podczas postoju na światłach.
Mam nadzieję, że setki tych pojazdów wyjadą na ulice Londynu, a miasta na całym świecie będą nam zazdrościć tego zapierającego dech w piersiach czerwonego symbolu Londynu XXI wieku — powiedział Johnson, który w swojej kampanii wyborczej zarzekał się, że unowocześniony autobus wyjedzie w większych ilościach na ulice brytyjskiej stolicy. Przeciwnicy nowego modelu Routemastera podkreślają, że wprowadzenie pierwszych pięciu autobusów kosztowało aż 7,8 mln funtów. Pojazdy produkuje firma Wrightbus z Irlandii Północnej.
|                                                                                 |                                                                |                      |
| Nowa generacja Routemastera specjalnie zakupiona na Igrzyska Olimpijskie w 2012 | Prezentacja Routemastera w 2011 roku w London Transport Museum | Tylna rampa autobusu |